# Tom Peeters
Tom Peeters (25 september 1978) is een Belgisch voormalig voetballer. Peeters was een middenvelder.

## Carrière
Peeters begon zijn profcarrière bij KV Mechelen, nadat hij zijn jeugdcarrière bij FC Meerhof, Boom KFC en Germinal Ekeren had genoten. Hij kende een sterke periode bij KV Mechelen, maar zijn avonturen bij Sunderland AFC en Antwerp FC werden geen succes. Hij speelde ook bij KSV Roeselare en FC Dender EH in de eerste klasse.